# Bolga (île)
Pour les articles homonymes, voir Bolga.
Bolga est une île de la commune de Meløy , en mer de Norvège dans le comté de Nordland en Norvège.

## Description
L'île de 2,4 km2 se trouve à l'ouest de l'île de Åmøya et de l'île de Meløya, juste au large des côtes de la région de Helgeland. La majeure partie de la population de l'île vit le long de la côte est dans le village également connu sous le nom de Bolga. C'est le seul village de l'île. Il existe des liaisons régulières par ferry de Bolga vers les îles de Meløya à l'est et vers Vassdalsvik et Ørnes sur le continent.